# Léon Herbart
Léon, Auguste, Oswald Herbart, ancien directeur des Ateliers et Chantiers de France-Dunkerque. Né le 25 février 1838 à Bruxelles et mort le 19 octobre 1915 à Paris.

## Jeunesse
Fils de Louis Herbart (1796-1850), ancien commandant des Gardes du corps du roi, lui-même issu d’une vieille famille de marins de Dunkerque.
Peu porté vers les études, il quitte prématurément le lycée pour s'engager comme mousse sur un transporteur assurant la route des Indes. 
Il participe à la Guerre de Crimée en tant qu'aspirant de Marine. 
Démobilisé après la signature du Traité de Paris (1856), il rentre à Dunkerque où il s'engage chez le courtier Leroy, dont il épouse la fille.

## Carrière à Dunkerque
Grande figure de la bourgeoisie dunkerquoise sous le Second Empire et la IIIe République, Léon Herbart fut cumulativement armateur (à partir de 1860), commissaire d’avaries (dès 1865), représentant du Lloyd's of London (à compter de 1875) puis fondateur, directeur général et administrateur conseil des Chantiers de France. 
Élu deux fois président (1894-1899 et 1907-1914) de la Chambre de Commerce de Dunkerque, il fut même, quoique fort brièvement, nommé sous-préfet de Dunkerque en 1874. 

## Parenté
Il eut pour petit-fils l'écrivain et résistant Pierre Herbart.

## Distinctions
- Officier de la Légion d'honneur[3]
- Officier de l'ordre de la Couronne de Belgique

## Source
- Pierre Herbart, Souvenirs imaginaires, Gallimard, 1968